# سارقو الأسرار: قصة ويكيليكس
سارقو الأسرار: قصة ويكيليكس أو نحنُ لصوص الأسرار: قصة ويكيليكس هو فيلم وثائقي مستقل صدرَ سنة 2013 في الولايات المتحدة. يتحدثُ الفيلم وكما يدل على ذلك عنوانه عن قصّة ويكيليكس وحِكاية مؤسسها جوليان أسانج جنبًا إلى جنب مع كل الأشخاص الذين شاركوا في جمع وتوزيع المعلومات السرية إلى وسائل الإعلام.

## قصة الفيلم
يعود الفيلم إلى سنة 1989؛ حينها هاجمت دودة إلكترونية أجهزة كمبيوتر تابِعة لوكالة ناسا وكانت على مقربة من التسبب في عطلٍ على مستوى المركبة الفضائية غاليليو. يُصوّر الفيلم المتسللين أو كما يسموا في الفيلم «لصوص الأسرار» ومعهم أسانج. ينتقل الفيلم إلى عام 2006؛ في مثل هذا العام تمّ تأسيس ويكيليكس وذلك لتغطية العديد من الأحداث الرئيسية. نالت هذه المنظمة غير الربحية الكثير من الشهرة بعدما نجحت في تسريب كم هائلٍ من المعلومات حول الانهيار المالي في آيسلندا عام 2009-10. ستزداد شهرة ويكيليكس عندما تنجحُ في فضح التهرب الضريبي في مصارف سويسرا كما تكشفُ فيما بعد -حسب أحداث الفيلم- عن الفساد المستشري في الحكومة الكينية هذا فضلا عن فضيحة النفايات السامة في تشيلسي مانينغ وكذا الاتصالات التي قامَ بها أدريان لامو. في وقت لاحقٍ من الفيلم؛ يتمُ التطرق لقضية تسريب موقع ويكيليكس لملايين الملفات والوسائط حول العراق وأفغانستان هذا بالإضافة إلى تسريب البرقيات الدبلوماسية الأمريكية. يتحدث الفيلم كذلك عن الانتقادات التي طالت أسانج مثلَ تُهم الاعتداء الجنسي.

## الإنتاج
لم يُشارك أسانج في عملية الإنتاج بل تمّ الاعتماد على مقابلات سابقة له مع مختلف الصحف. لكنّ مانينغ كان حاضرًا وصوّر بنفسه الكثير من اللقطات. ساهمَ جون يونغ وديبورا ناتسيوس في توفير الاتصالات والمواد البحثية لكن الثنائي رفضَ إجراء مقابلات معَ مخرجي الفيلم. يتكوّن الفيلم من حوالي 35 دقيقة من الدردشة عبر الرسوم المتحركة التي تم تصميمها بالاعتماد على مؤثرات بصرية في استوديو فرايمستور في نيويورك.

## الإصدار
تم الأعلان عن «التريلر» الخاص بالفيلم في كانون الأول/ديسمبر من عام 2012،  وصدرَ لأول مرّة في 21 كانون الثاني/يناير 2013 في مهرجان صاندانس السينمائي ثم صدر في 24 مايو 2013 في نيويورك ولوس أنجلوس وصدر في باقي دول العالم بحلول حزيران/يونيو من نفس العام.

## الاستقبال
حصلَ فيلم قصة ويكيليكس على تقييم عالٍ في مختلف المواقع المتخصصة في هذا الأمر كما أشادَ به الكثير من النقاد. حصل الفيلم على نسبة تقييم بلغت 92% في موقع روتن توميتوز، ومع ذلك فقد انتُقدَ من قبل بعض الصحفيين والأساتذة بما في ذلك كريس هيدجز، أليكسا أوبراين، وروبرت مان. وجدَ الكاتب ديفيد روني من موقع هوليوود ريبورتر الفيلم «رائعًا على مستوى القصّة بالرغم من أنه معقد نوعًا ما.» أمّا ديفيد ادلشتاين من مجلة نيويورك فقد كتب عن الفيلم: «فيلم آسر تمامًا ... إنّه فيلم وثائقي مع خيال مبهر.» في حين أشادَ ستيفن ريا من فيلادلفيا إنكوايرر بالفيلم واعتبره مؤثرًا فعلا. ذكرَ العديد من المراجعين إلى أنه على الرغم من قوة الفيلم إلا أنّه تضمن بعضَ العيوب. أعطى جيريمي كاي أعطى الفيلم 3 من أصل 5 نجوم مؤكدًا في الوقت ذاته على أنه بالرغم من «أن الفيلم استكشف الحقائق والمواضيع بدقة وعناية إلا أنّه لم يقدم الكثير عن جوليان؛ هذه الشخصية الغريبة!»
كانَ فيلم لصوص الأسرار من بين خمسة أفلام رُشحت للمنافسة حول جائزة فيديو سورس من تنظيم جمعية إيه بي سي نيوز لعام 2013. نشرت ويكيليكس نسخة من الفيلم مع تعليقات عبارة عن تصحيحات لمَا وردَ حولها من «معلومات خاطئة».

## وصلات خارجية
سارقو الأسرار: قصة ويكيليكس على موقع IMDb (الإنجليزية)
- سارقو الأسرار: قصة ويكيليكس على موقع ميتاكريتيك (الإنجليزية)
- سارقو الأسرار: قصة ويكيليكس على موقع روتن توميتوز (الإنجليزية)
- سارقو الأسرار: قصة ويكيليكس على موقع قاعدة بيانات الأفلام العربية
- سارقو الأسرار: قصة ويكيليكس على موقع ألو سيني (الفرنسية)
- سارقو الأسرار: قصة ويكيليكس على موقع بوكس أوفيس موجو (الإنجليزية)
- سارقو الأسرار: قصة ويكيليكس على موقع قاعدة بيانات الأفلام السويدية (السويدية)
- سارقو الأسرار: قصة ويكيليكس على موقع قاعدة بيانات الفيلم (الإنجليزية)
- سارقو الأسرار: قصة ويكيليكس على موقع ليتربوكسد (الإنجليزية)
- سارقو الأسرار: قصة ويكيليكس على موقع كينوبويسك (الروسية)